# جنوب غربی تاسمانی

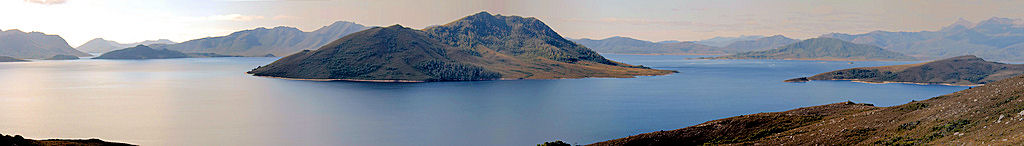
تاسمانی

جنوب غربی تاسمانی (به انگلیسی: South West Tasmania) یکی از ده ناحیه ایالت تاسمانی در کشور استرالیاست. بیش از پنجاه سال است که تحقیقاتی برای ثبت این ناحیه در میراث جهانی یونسکو در حال انجام است.